# خانه نازعلی بی حساب
خانه نازعلی بی حساب مربوط به دوره معاصر است و در شهرستان فومن، شهرستان تاریخی ماسوله واقع شده و این اثر در تاریخ ۲۵ اسفند ۱۳۸۰ با شمارهٔ ثبت ۵۳۹۲ به‌عنوان یکی از آثار ملی ایران به ثبت رسیده است.